# Burgeis

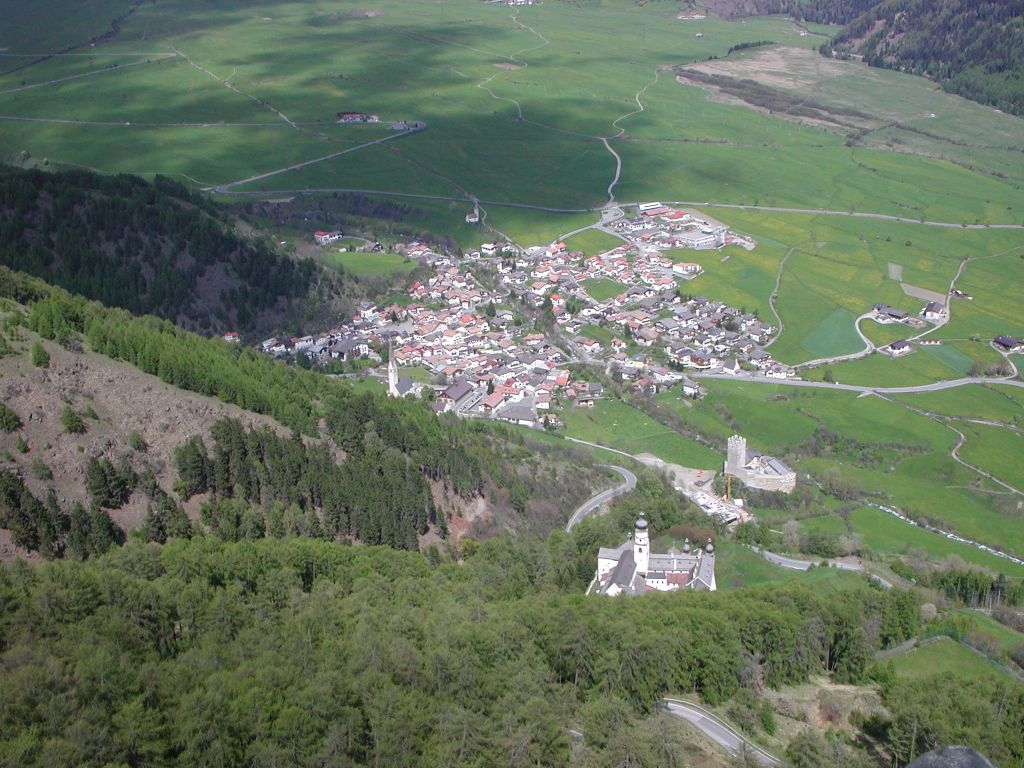
Burgeis, Fürstenburg und Stift Marienberg

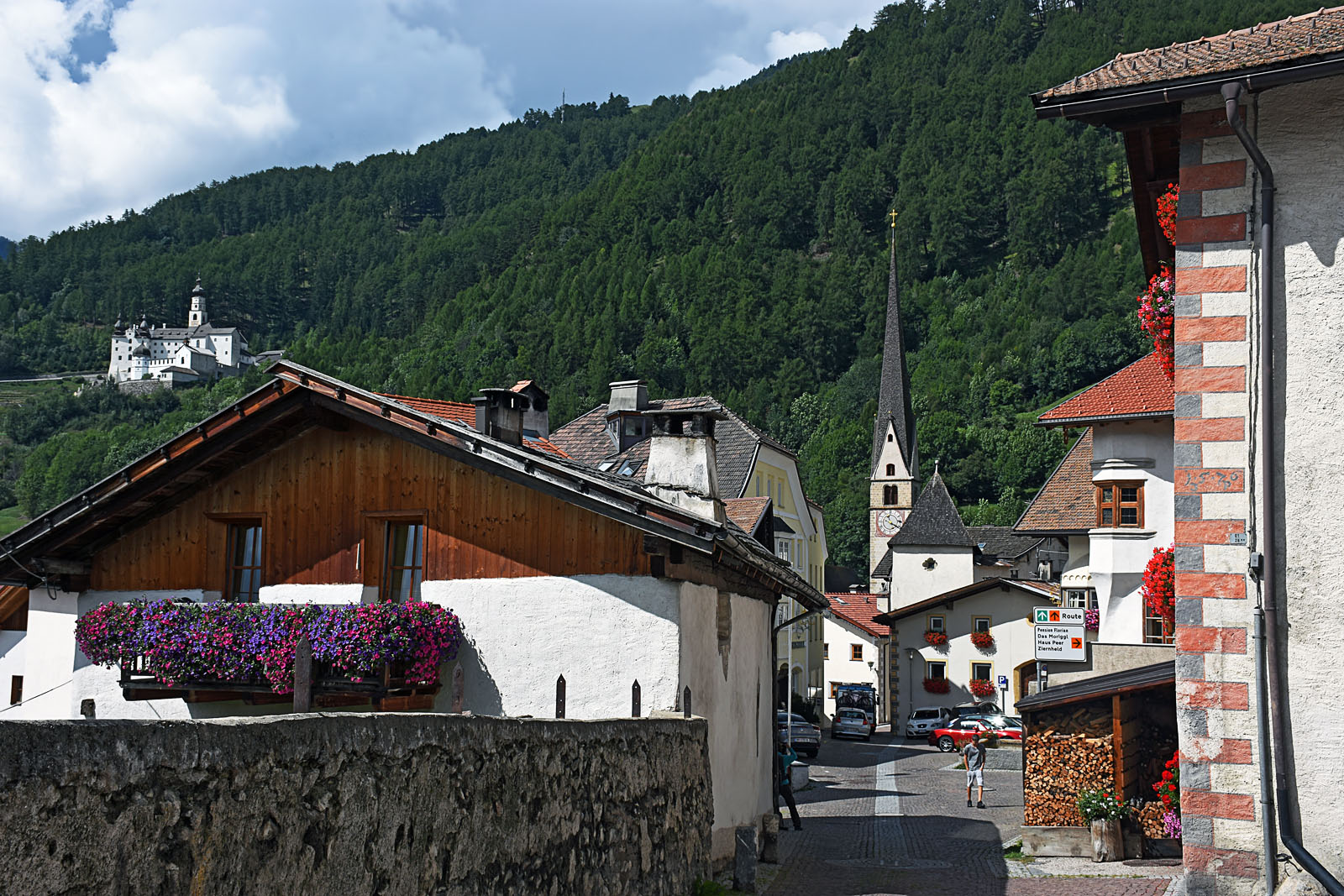
Burgeis

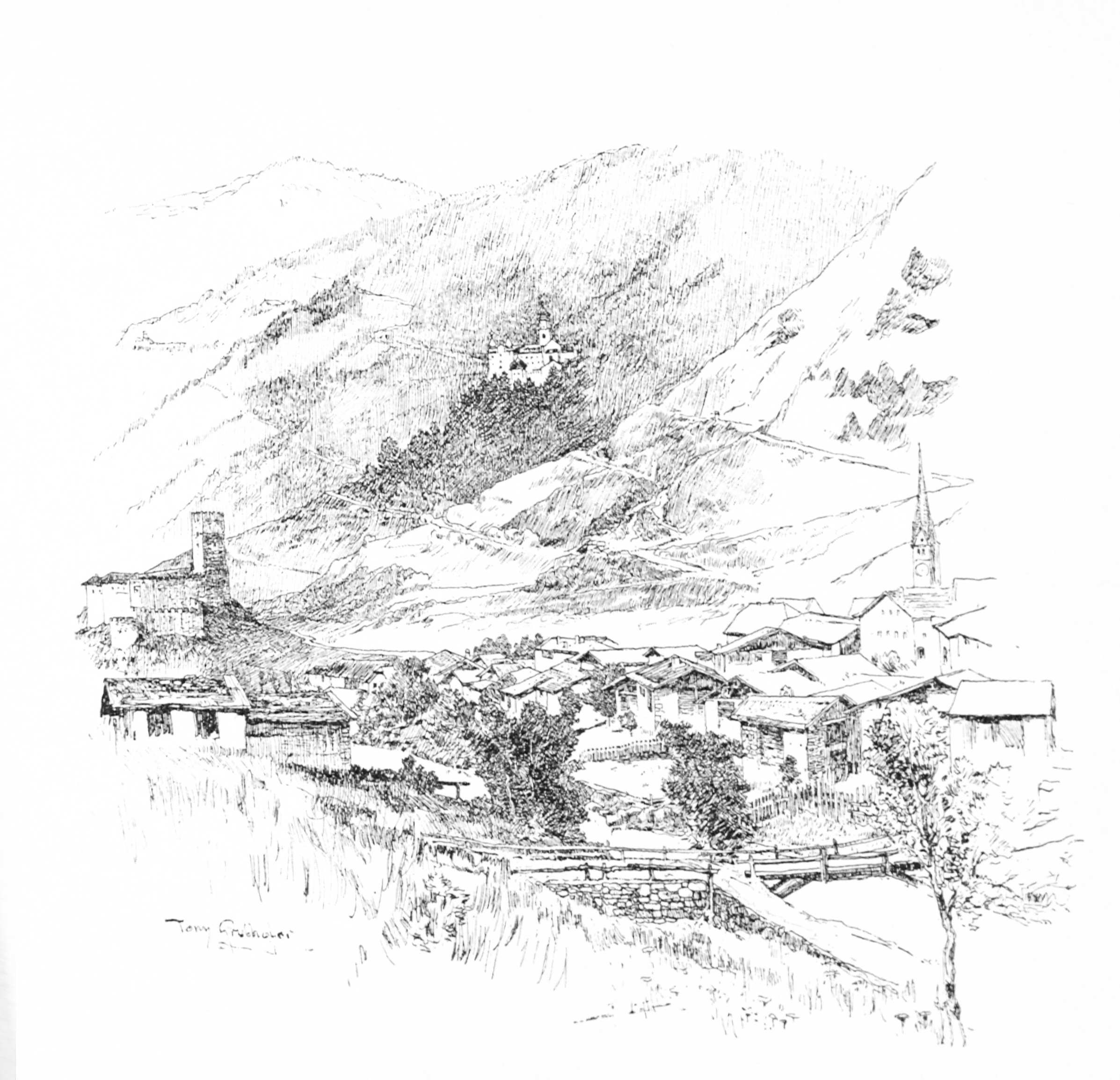
Tony Grubhofer: Burgeis mit Abtei Marienberg (1899)

Burgeis (italienisch: Burgusio; rätoromanisch Barbuschⓘ) ist eine Fraktion der Gemeinde Mals in Südtirol mit 821 Einwohnern (Januar 2022). Das Dorf liegt auf 1216 m s.l.m. Höhe an der Malser Haide im Vinschgau und Vinschger Oberland, dem höchstgelegenen Abschnitt des Etschtales. Burgeis befindet sich auf der westlichen Talseite am Fuße des Watles (2557 m) am Oberlauf der Etsch.
Der Ort liegt 2,5 Kilometer vom Dorf Mals entfernt.

## Geschichte

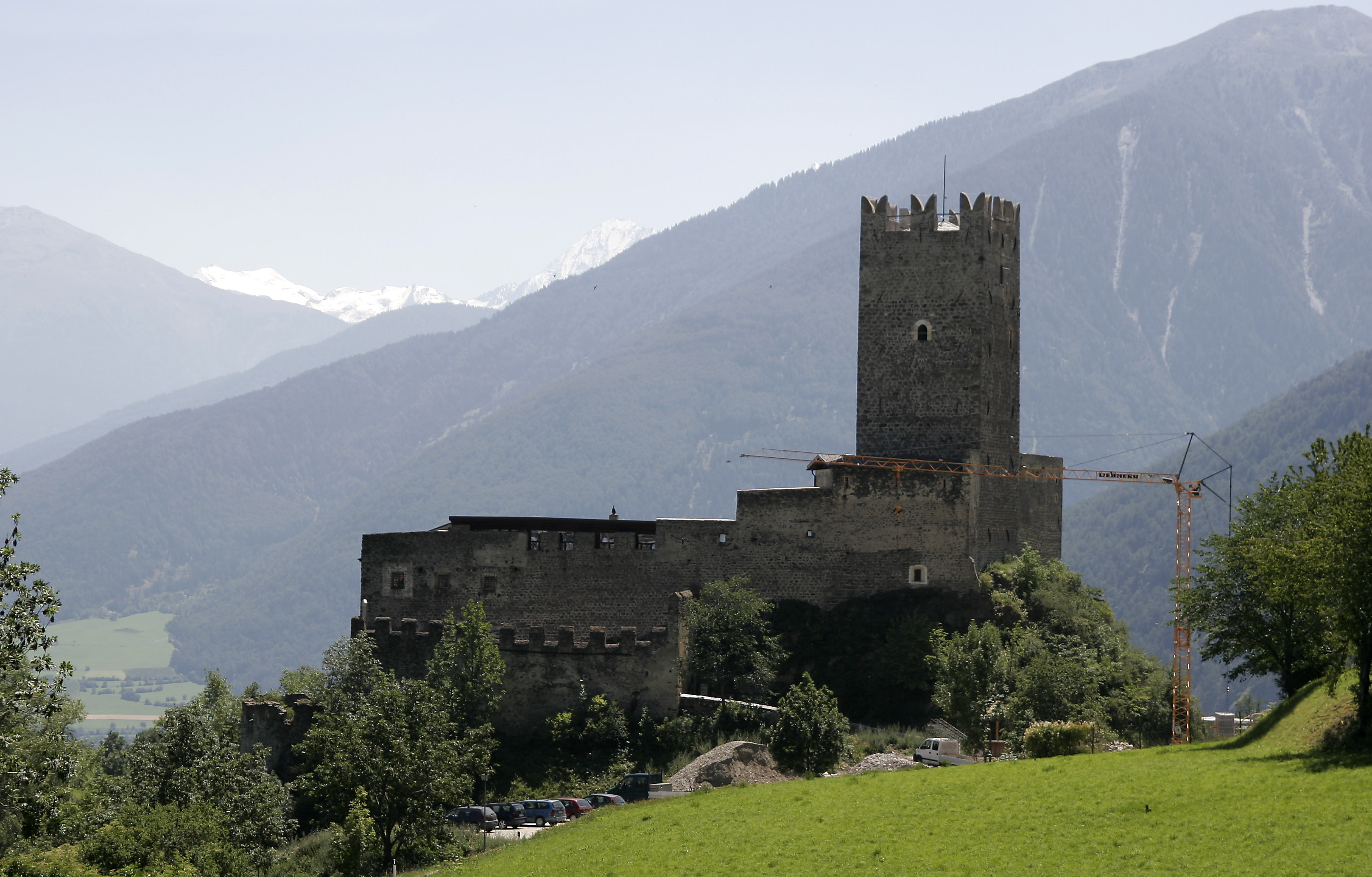
Fürstenburg

Die Etymologie des Ortsnamens ist unklar. Möglicherweise kann er zum Namen der keltischen Göttin Bergusia gestellt werden.
Burgeis wird in einer Aufzeichnung der Abtei Marienberg von 1148/49 als „Burgusia“ ersturkundlich genannt, im Jahr 1173 als „Bergus“. Der Ort ist besonders reich an mit Fresken bemalten Hausfassaden, alten Portalen, Freitreppen und Erkern. Im Ortszentrum ist der St.-Michael-Brunnen sehenswert. Die nahe dem Ort gelegene Fürstenburg wurde im 13. Jahrhundert als Sitz der Fürstbischöfe von Chur erbaut.
Die ältesten Berichte über Burgeis entstammen der Chronik des Benediktinermönches Goswin, der von etwa 1320 bis 1395 lebte und in einem weitreichenden Aufriss den Besitzstand, aber auch die Geschichte von Marienberg und damit des hochmittelalterlichen Obervinschgaus überliefert hat. So gibt er Auskunft über das Burgeis des 12. Jahrhunderts, das aus mehreren verstreuten Höfen bestanden hat, die sowohl den Klöstern Marienberg und Müstair sowie dem Bischof von Chur, zu dessen Amtsbereich der Vinschgau gehörte, abgabepflichtig waren. Zu dieser Zeit soll sich auch (vermutlich an der Stelle, an der heute die Kreuzkapelle steht) ein Kloster befunden haben, das dem heiligen Zeno geweiht war. Goswin berichtet auch von einem Turm, der, „burgus“ oder „castellin“ genannt, zwischen der Fürstenburg und dem Kloster gestanden haben soll und auf den der Name des Dorfes verweise. Als Beweis für diese Behauptung gibt Goswin an, dass bei Grabungen an dieser Stelle sich die Gebeine von Menschen großen Wuchses gefunden hätten.
Im Jahre 1928 wurde das bis dahin eigenständige Burgeis der Gemeinde Mals zugeschlagen.

## Sehenswürdigkeiten

### Abtei und Stift Marienberg
Oberhalb von Burgeis liegt Europas höchstgelegenes Benediktinerkloster Stift Marienberg (1340 m), eine Gründung der Edlen von Tarasp (Engadin). Seine beeindruckende Barockkirche und die romanische Krypta (Weihejahr 1160) gehören zu den schönsten Kunstdenkmälern im Vinschgau. Die Fresken in der Krypta aus der Zeit zwischen 1175 und 1180 wurden 1887 teilweise entdeckt und 1980 nach dem Abbruch barocker Grufteinbauten ganz freigelegt. Die hervorragende Qualität und der gute Erhaltungszustand der romanischen Wandbilder finden weltweite Beachtung. Burgeis ist der Geburtsort des bekannten Barockmalers Johann Evangelist Holzer, er hat die Schule im Kloster Marienberg besucht.

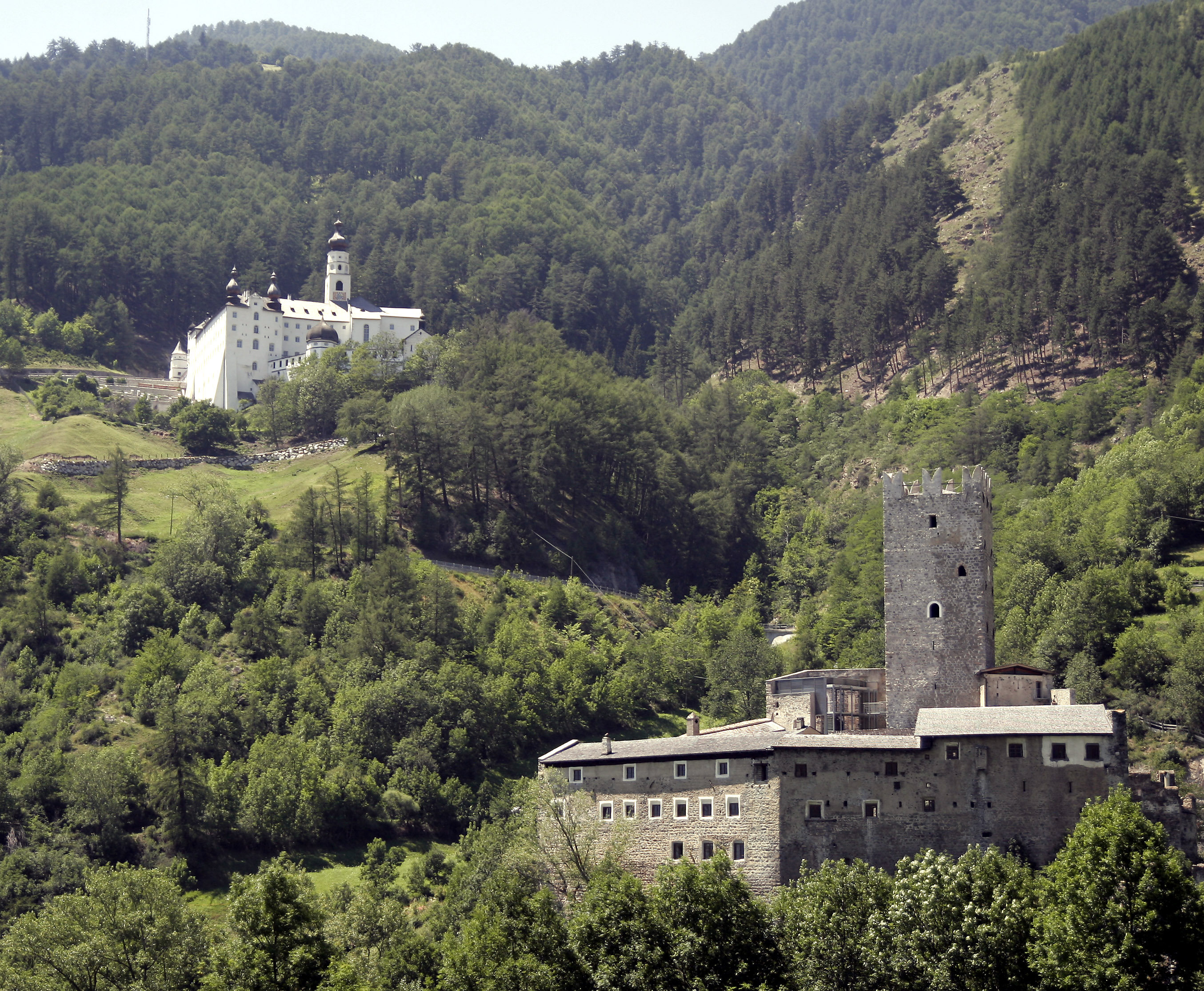
Marienberg und Fürstenburg
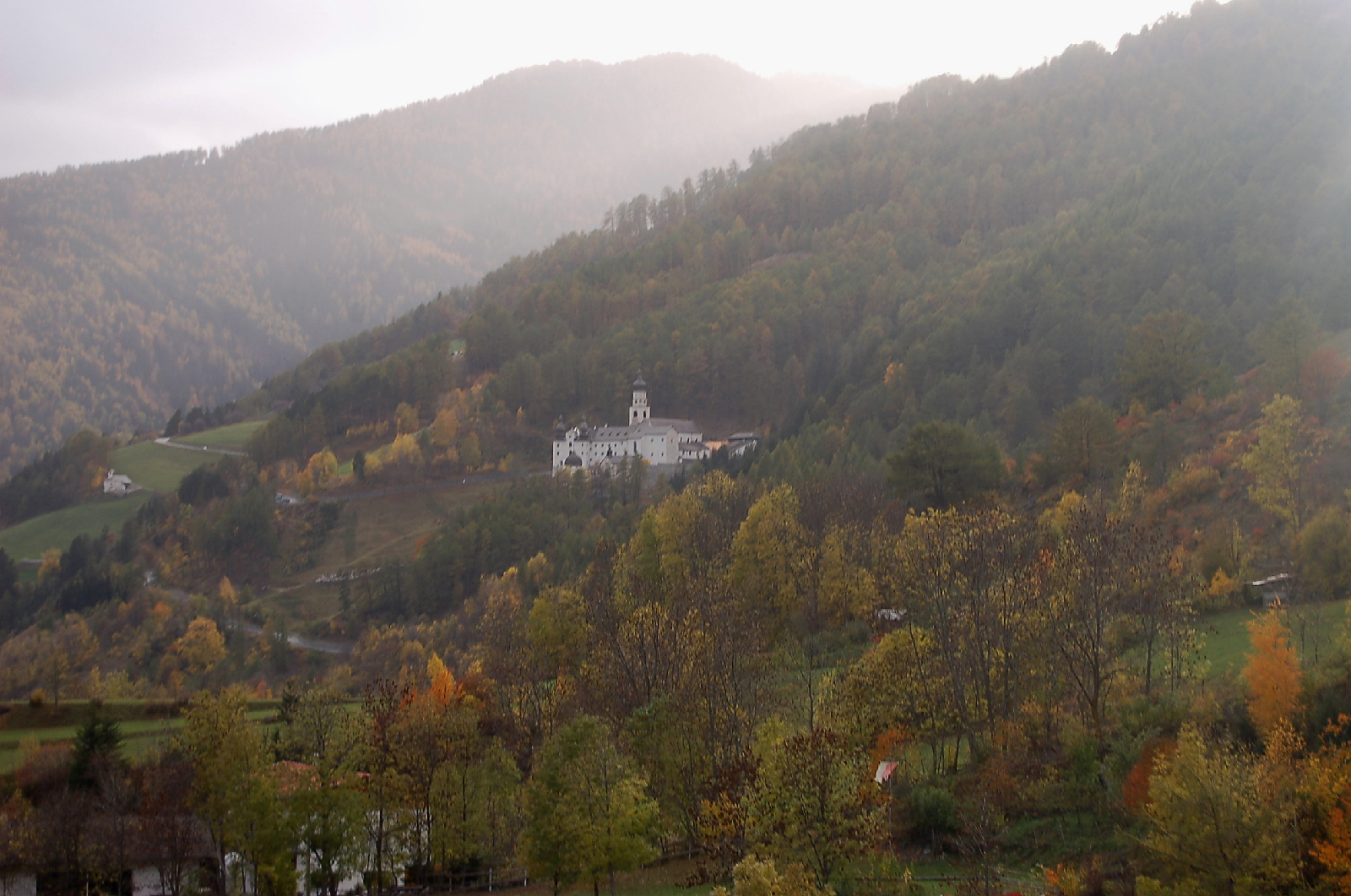
Abtei Marienberg im Herbst
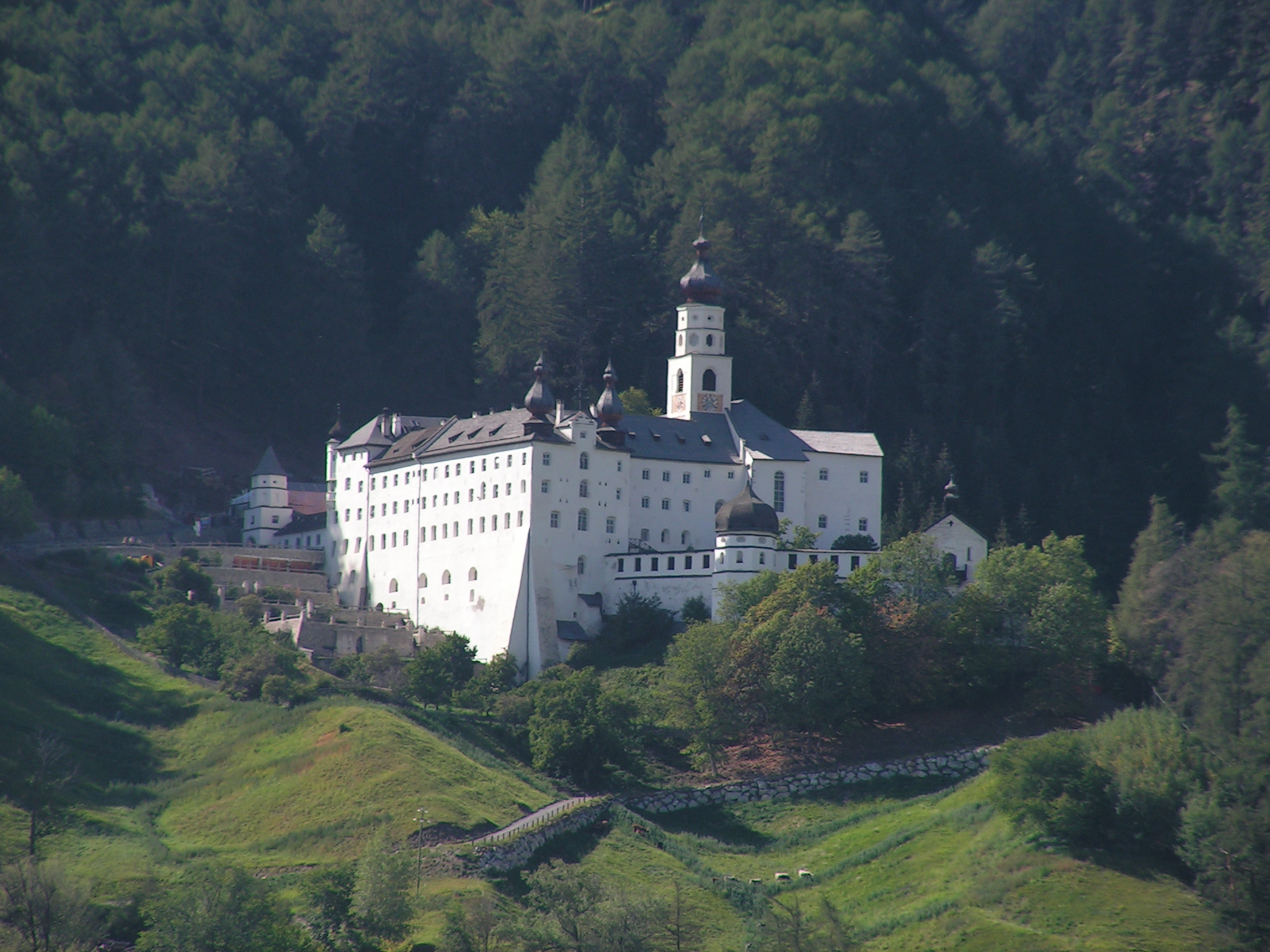
Stift Marienberg im Sommer

### St. Stephan
Das unweit des Stiftes Marienberg gelegene Kirchlein von St. Stephan (St. Stephan ob Burgeis) – wegen seiner hanglagigen und weißgetünchten Erscheinung volkstümlich auch Kleinmarienberg genannt –, das sich aufgrund archäologischer Grabungen bis in die Frühzeit des Christentums im 5. Jahrhundert zurückführen lässt, erhielt seine heutige Gestalt vermutlich im 9. oder 10. Jahrhundert, worauf insbesondere die Rundbogenblenden, der Rechteckchor und der Triumphbogen hinweisen. Die Langhausmauer ist 1,50 m stark. An der Chorrückwand finden sich Wandmalereien von 1498 (Marienkrönung, heiliger Laurentius, heiliger Stephanus), in der Fensterleibung ein Rankendekor.
Die Altarmensa ist von 1677; die Giebelskulpturen und Seitenstatuen (um 1500) werden in der Abtei Marienberg verwahrt.

### Pfaffensee
Oberhalb des Stiftes liegt auf 2222 m der nach den Benediktinern benannte romantische Pfaffensee. Er ist leicht von der Plantapatschhütte aus in etwa 30 Gehminuten zu erreichen; er liegt etwa 1000 Höhenmeter über Burgeis.

### Prati-Orgel

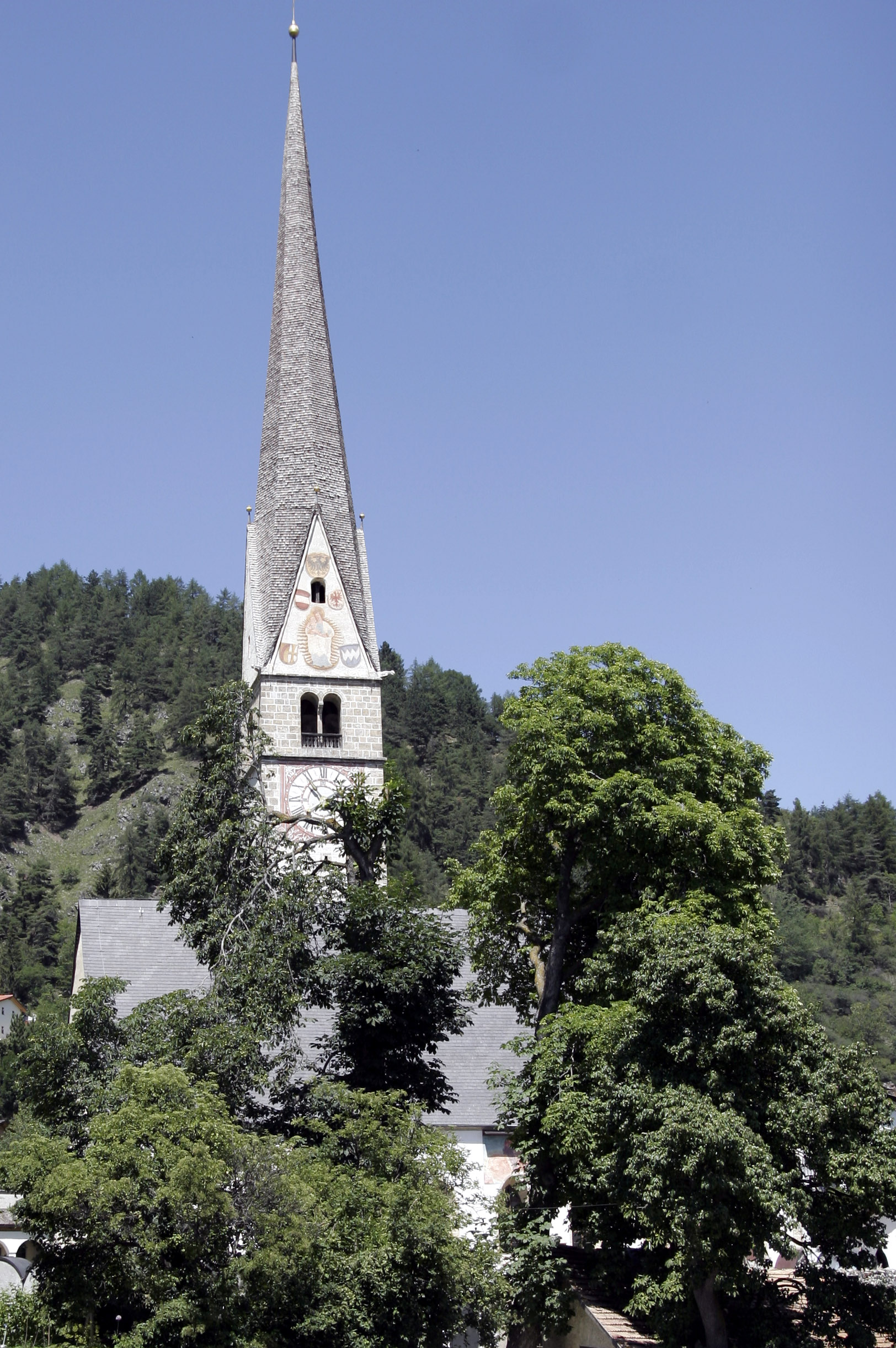
Kirche Mariä Empfängnis

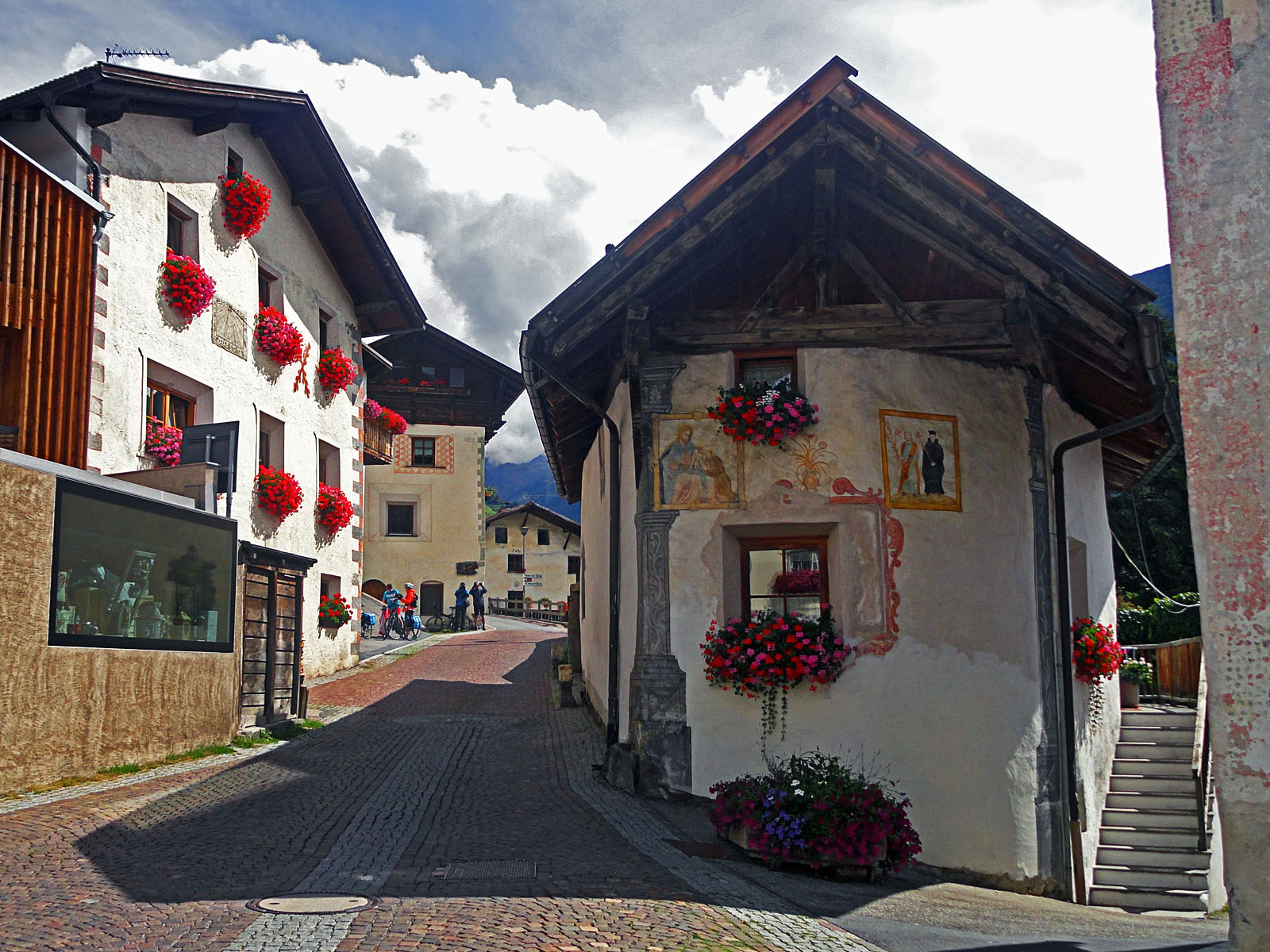
Burgeiser Hauptstraße

In der im Ortskern von Burgeis gelegenen Pfarrkirche Mariä Empfängnis befindet sich die ursprünglich für die Stiftskirche des Klosters Marienberg 1677 bis 1678 von Carlo Prati erbaute Barockorgel. Nach der Aufhebung des Klosters im Jahre 1807 wurde die Prati-Orgel von der Gemeinde Burgeis ersteigert und in der Pfarrkirche aufgestellt. 1874 erneuerte sie Joseph Aigner unter Verwendung von Pratis Prospektpfeifen und des reich ausgestatteten Gehäuses, das die Jahreszahl 1678 und die Wappen des Stiftes und des Abtes Franz I. von Pach trägt.

### Ossarium
Auf der Malser Haide nordöstlich des Ortes steht als Denkmal ein Beinhaus, das 1939 unter dem Faschismus errichtet wurde. Das Denkmal ist wegen seines Symbolgehaltes umstritten, zumal keiner der dort beigesetzten Soldaten des Ersten Weltkrieges vor Ort gefallen war.
Die hierher umgebetteten Gebeine stammten aus verschiedenen, zum Teil auch weit entfernten Soldatenfriedhöfen. Obwohl das Ehrenmal dem Gedenken der gefallenen italienischen Soldaten gewidmet ist, enthält es auch die sterblichen Überreste von Soldaten der österreichisch-ungarischen Streitkräfte. Deshalb wurden im Jahre 2011 am Ossarium, das im Volksmund Boanerturm genannt wird, erklärende Tafeln angebracht.

## Wirtschaft
Zahlreiche Hotels, Pensionen und Gasthöfe in und um Burgeis bilden heute die Grundlage für einen florierenden Tourismus, besonders im Winter.
In der Burgeiser Handwerkerzone sind aber auch vier größere Betriebe angesiedelt: Ein traditionsreicher Türenhersteller, eine Großbäckerei, ein Hersteller von  Niedrigenergiehäusern sowie die Sennerei, die den echten Stilfser Käse (g.U.) herstellt.

## Schulen
In Burgeis gibt es eine Grundschule für die deutsche Sprachgruppe. Während sich die nächstgelegene Mittelschule in der Ortschaft Mals befindet, existiert dafür mit der in der gleichnamigen Burg angesiedelten Fachschule für Land- und Forstwirtschaft „Fürstenburg“ ein weiterführendes Angebot.

## Verkehr
Burgeis wird für den Kraftverkehr durch die SS 40 erschlossen. Zudem wird die Ortschaft von der Radroute 2 „Vinschgau–Bozen“ durchquert.

## Vereinsleben
In Burgeis gibt es mehrere Vereine. Der älteste darunter ist die Musikkapelle, die im Jahr 1818 gegründet wurde. Freundschaften verbinden die Musikkapelle Burgeis mit der Stadt Lohr am Main, der Stadt Weingarten in Württemberg, der Musikkapelle Patsch am Patscherkofel und der Musikkapelle Diessen am Ammersee.

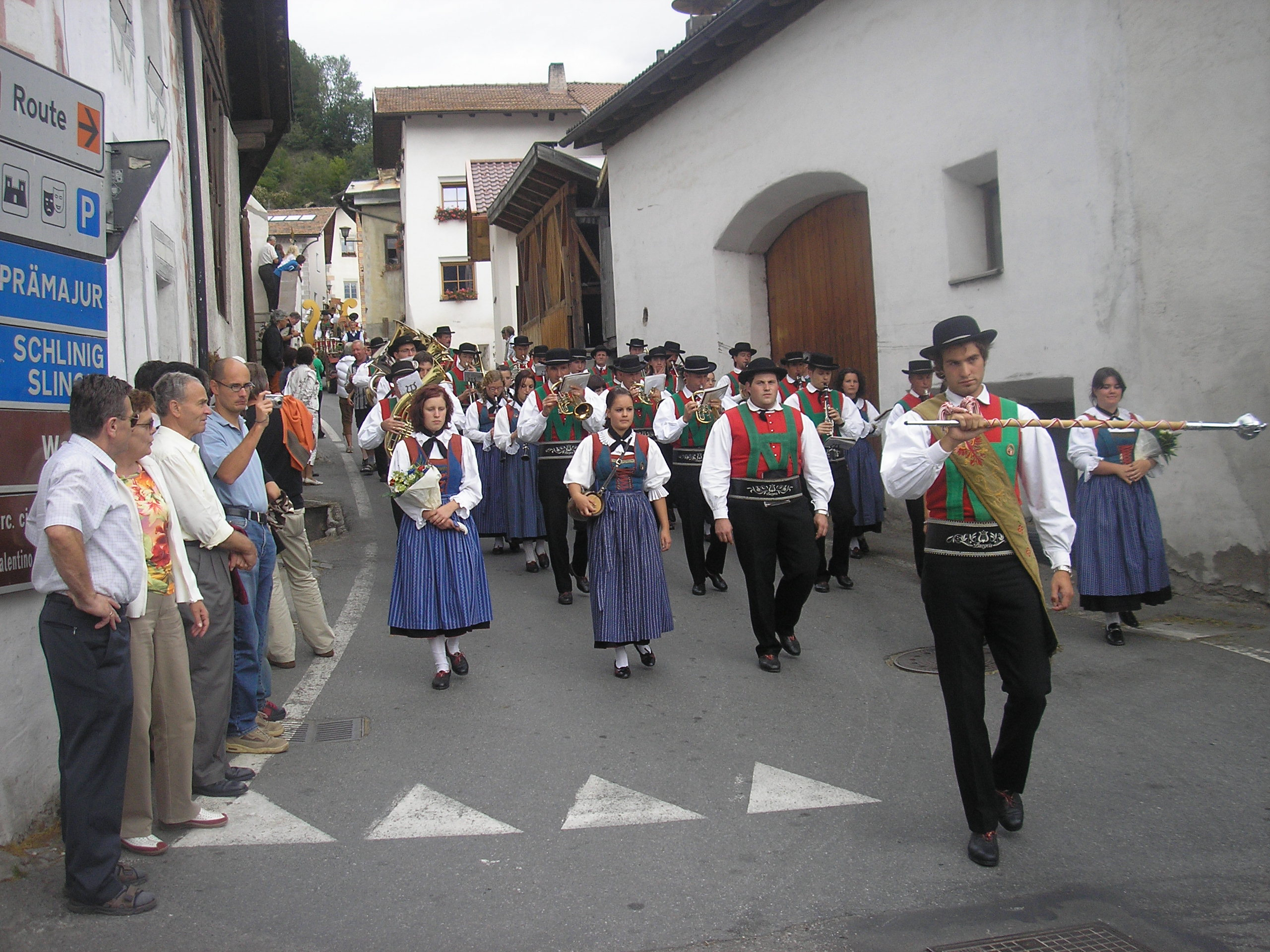
Musikkapelle Burgeis in Südtirol

Ein weiterer Verein ist die Freiwillige Feuerwehr von Burgeis, welche 1886 gegründet wurde und zur Zeit 32 aktive Feuerwehrmänner und eine Feuerwehrfrau hat. Weiters gibt es in der Feuerwehr Burgeis eine aktive Jugendgruppe.
2015 wurde die erste Kommandantin einer Feuerwehr in Südtirol gewählt, welche an der Spitze der aktiven Feuerwehrmannschaft in Burgeis steht.

## Angrenzende Orte, Fraktionen
- St. Valentin auf der Haide, Mals, Schlinig, Schleis, Planeil, Plawenn

## Persönlichkeiten

### Söhne und Töchter von Burgeis
- Johannes Baptist Anton von Federspiel (1708–1777), Bischof des Bistums Chur 1755–1777
- Johann Evangelist Holzer (1709–1740), Maler und Freskant
- Simon Moriggl (1817–1874), österreichischer Priester, Gymnasiallehrer und Publizist
- Cölestin Stampfer (1823–1895), Historiker und Schriftsteller

### Mit Burgeis verbundene Persönlichkeiten
- Goswin von Marienberg († nach 1393), Benediktinermönch und Historiker in der Abtei Marienberg
- Iban von Rothenstein († 1439), Abt von Marienberg
- Markus Spanier (* 1961 in Kaiserslautern), Abt von Marienberg

## Städtepartnerschaft
Burgeis unterhält zu folgenden Gemeinden eine Partnerschaft:
- Lohr am Main
- Beilngries
- Weingarten